# Hydromya dorsalis
Hydromya dorsalis är en tvåvingeart som först beskrevs av Fabricius 1775.  Hydromya dorsalis ingår i släktet Hydromya och familjen kärrflugor. Arten är reproducerande i Sverige. Inga underarter finns listade i Catalogue of Life.